# Eruch Mistry
Eruch Jehangirji Mistry (* 1922; † 14. Oktober 1993 in Mumbai) war ein indischer Radrennfahrer.

## Sportliche Laufbahn
Mistry nahm an den Olympischen Sommerspielen 1948 in London teil. Das olympische Straßenrennen beendete er nicht. Die indische Mannschaft mit Eruch Mistry, Homi Pavri, Raj Kumar Mehra und Bapoo Malcolm kam nicht in die Mannschaftswertung.